# Panindianizm
Panindianizm – współczesne zjawisko społeczne polegające na osiąganiu lub dążeniu do ponadplemiennej jedności tubylczych ludów Ameryki Północnej, zwanych Indianami.
Za prekursorów współczesnego panindianizmu uważa się takich twórców wojskowo-politycznych sojuszy północnoamerykańskich Indian z XVIII w., jak Pontiak, Joseph Brant i – przede wszystkim – Tecumseh. Po zakończeniu w 1871 roku okresu zawierania przez USA traktatów z indiańskimi narodami, osiedleniu Indian w rezerwatach i ustaniu z końcem XIX w. indiańskich wojen zaczęło dochodzić do częstszych spotkań tubylczych Amerykanów z różnych plemion i kręgów kulturowych Ameryki Północnej.
Wspólnota losów i tubylcza wymiana międzykulturowa, w połączeniu z zanikiem części lokalnych tradycji i postępującą asymilacją, doprowadziły do powstania nowych zjawisk – takich jak narodziny festiwali pow-wow i nowej synkretycznej religii pejotyzmu – wspólnych dla szerszej grupy Indian, niezależnie od ich plemiennego pochodzenia. XX wiek przyniósł narodziny elity wykształconych Indian (Charles Alexander Eastman, Carlos Montezuma, Ella Cara Deloria), znających dzieje różnych plemion i współpracujących ze sobą w ramach organizacji nowego typu. Coraz szersze możliwości podróżowania i kontaktowania się ze sobą Indian o różnych korzeniach, ale podobnej sytuacji i bieżących problemach (dyskryminacja, bezrobocie, wyobcowanie, ubóstwo, problemy z oświatą i opieką zdrowotną, upadek tradycyjnych religii tubylczych, plemiennych obyczajów i języków, itp.), a także postępująca po II wojnie światowej emancypacja i samoorganizacja Indian (NCAI), stworzyły podstawy do nowego zjawiska społeczno-politycznego, jakim stał się panindianizm.

## Organizacja ruchu
Powstałe na przełomie lat 60. i 70. XX wieku nowe ruchy i organizacje tubylcze (AIM, W.A.R.N.) umożliwiły młodemu pokoleniu Indian artykułowanie własnych – indywidualnych i grupowych – ambicji społecznych i politycznych, symbolizowanych m.in. hasłem "Red Power" (wzorowanym na afroamerykańskim "Black Power"). Kontakty rosnącej grupy "miejskich Indian" z ich krewnymi z rezerwatów przyniosły nowe formy ożywienia kulturalnego, odradzanie zapomnianych po części tradycji w nowych formach, wzajemne przenikanie się i uzupełnianie różnych koncepcji i form "indiańskości" oraz aktywność współczesnych tubylczych intelektualistów i działaczy społecznych (N. Scott Momaday, Vine Deloria Jr., John Mohawk, Winona LaDuke, Dennis Banks, Russell Means, Gladys Tantaquidgeon). Wzrósł udział Indian w kreowaniu polityki władz i federalnego Biura do spraw Indian (Ada Deer, Ben Nighthorse Campbell), wzrosła ich rola w chętnie wykraczającej poza tradycyjne podziały etniczne kulturze i sztuce (Rudolph Carl Gorman, John Trudell, Fritz Scholder, Will Sampson, Floyd Red Crow Westerman), a także w pokonującym wszelkie granice nowoczesnym biznesie i technice (John Herrington).

## Panindianizm współcześnie
Charakterystyczne dla panindianizmu stały się rozmaite, wyrwane często z oryginalnego plemiennego kontekstu, pojedyncze elementy, wzory i symbole (długie włosy, pióropusze, skórzane stroje, mokasyny, "fajka pokoju", ceremonie okadzania szałwią, szałasu potu i poszukiwania wizji), postrzegane coraz częściej jako "ogólnoindiańskie" zarówno przez nie-Indian, jak i przez samych tubylczych Amerykanów (posiadających coraz bardziej mieszane – wieloplemienne i wieloetniczne – pochodzenie i dość luźny związek z tradycjami własnych przodków). Odrodzenie indiańskich kultur i przekazywanie wiedzy o nich coraz częściej odbywa się drogą pośrednią, już nie dzięki lokalnym przekazom z pokolenia na pokolenie, lecz z pomocą pochodzących spoza danej społeczności nauczycieli, nie-indiańskich specjalistów oraz naukowych źródeł i metod (ale także za pomocą indiańskich mediów, od magazynu Akwesasne Notes, przez internetowe radio AIROS po tygodnik Indian Country Today, serwis sieciowy http://www.indianz.com i tubylczy kanał telewizyjny z Kanady APTN). Nierzadko istotny w tym procesie jest też nacisk skłonnych do trywializacji mediów i wpływ upraszczających rzeczywistość stereotypów, a także modyfikujące życie i postawy Indian procesy unifikacji, komercjalizacji i globalizacji.
Elementem współtworzącym i wzmacniającym panindiańskość jest wspólny od kilku już pokoleń dla północnoamerykańskich Indian język angielski. W nim tworzona jest zdecydowana większość współczesnej literatury i poezji tubylczej, angielskojęzyczne są niemal wszystkie współczesne indiańskie szkoły i przedsięwzięcia medialne (czasopisma, audycje radiowe, portale internetowe i inne).
Chociaż panindianizm bywa czasem stawiany w opozycji do tubylczej plemienności, to w wielu swych przejawach nie są to zjawiska sprzeczne, lecz raczej równoległe, a nawet wzajemnie uzupełniające się i wspierające. Samoidentyfikacja Indian z konkretnym plemieniem (lub kilkoma plemionami) już od pokoleń wiąże się ze świadomością bycia Indianinem (ang. Indian), tubylczym Amerykaninem (ang. Native American) czy po prostu "tubylcem" (w USA – Native, w Kanadzie – Aboriginal Person). I analogicznie – przynależność do "tubylczego narodu" (ang. Native Nation, w Kanadzie – First Nation) i uważanie się za "Indianina" nie wyklucza tożsamości plemiennej, poczucia dumy z przynależności do konkretnego ludu i związanej z tym faktem odrębności.